# Kenongomulyo
Kenongomulyo is een bestuurslaag in het regentschap Magetan van de provincie Oost-Java, Indonesië. Kenongomulyo telt 2522 inwoners (volkstelling 2010).